# هوكوتو ناكامورا
هوكوتو ناكامورا (باليابانية: 中村 北斗) (10 يوليو 1985 في ناغاساكي في اليابان – )؛ هو لاعب كرة قدم ياباني سابق كان يلعب كمدافع.

## وصلات خارجية
- هوكوتو ناكامورا على موقع الاتحاد الدولي (مؤرشف)  (الإنجليزية)
- هوكوتو ناكامورا على موقع رابطة كرة القدم اليابانية للمحترفين (اليابانية)
- هوكوتو ناكامورا على موقع إي إس بي إن إف سي (الإنجليزية)
- هوكوتو ناكامورا على موقع قاعدة بيانات كرة القدم.إي يو (الإنجليزية)
- هوكوتو ناكامورا على موقع Soccerway.com (الإنجليزية)
- هوكوتو ناكامورا على موقع عالم كرة القدم.نت (الإنجليزية)
- هوكوتو ناكامورا على موقع كووورة